# Микель, Том
Том Микель (нем. Tom Mickel; родился 19 апреля 1989 года, Хойерсверда, ГДР) — немецкий бывший футболист, вратарь.

## Клубная карьера
Микель начинал заниматься в футбольной школе клуба «Лауситц Хойерсверда», в 2003 году он перешёл в молодёжную команду «Энерги Котбус».
13 апреля 2007 года дебютировал за вторую команду «Энерги». Летом 2009 года Том перешёл в «Гамбург». Первоначально вратарь подписал контракт до 30 июня 2012 года, затем в октябре 2011 он продлил его до 2013 года. За время пребывания в «Гамбурге» Том не провёл ни одной игры за основную команду. Тренеры предпочитали выпускать в стартовом составе Франка Роста, Ярослава Дробны или Рене Адлера, включая Микеля только в заявку на матчи. Игровую практику Том получал, выступая за вторую команду «Гамбурга», выступавшую в Региональной лиге «Север».
В январе 2013 года Микель перешёл в «Гройтер». На протяжении двух сезонов Том выступал за вторую команду, проведя 21 матч. Дебют в основной команде «Гройтера» состоялся 26 сентября 2014 года в выездном матче с «Мюнхен 1860». Летом 2015 года Том возвратился в «Гамбург», продолжив выступать за вторую команду.
В сезоне 2015/16 годов провёл за «Гамбург» 1 игру. В сезоне 2016/17 годов провёл за «Гамбург» 1 игру.

## Карьера в сборной
Микель, начиная с 16 лет, выступал за юношеские сборные Германии. Был включён в заявку юношеской сборной до 19 лет на чемпионат Европы 2008 в Чехии. На турнире, ставшем победным для его команды ни одной игры не провёл.